# 岩河鄉
岩河鄉，是四川省鄰水縣曾经下辖的一个乡，存在於1953年-1956年。

## 沿革[1]
1953年9月4日，第十區(興仁區)公所決定從王家鄉划出一部分增建岩河鄉人民政府。1956年1月16日，岩河鄉併入王家鄉，岩河鄉人民政府撤銷。